# São Tomé och Príncipes flagga
São Tomé och Príncipes flagga består av tre horisontella band i färgerna grönt, gult, grönt, där det mittersta gula bandet är bredare än de omgivande gröna. Flaggan har en röd triangel vid den inre kanten och två svarta femuddiga stjärnor i det gula fältet. Flaggan antogs av São Tomé och Príncipe den 5 november 1975 och har proportionerna 1:2.

## Symbolik
Färgerna är de traditionella panafrikanska. De två stjärnorna symboliserar landets två öar São Tomé och Príncipe. Liksom i Ghanas och Togos flaggor står den röda inre triangeln för det blod som offrats för oberoendet.

## Historik
São Tomé och Príncipe var en portugisisk koloni från 1400-talet fram till självständigheten efter nejlikerevolutionen i Portugal 1974. Under kolonialtiden användes den portugisiska flaggan parallellt med den portugisiske guvernörens flagga. Den nuvarande nationsflaggan är en omarbetning av den flagga som befrielserörelsen MLSTP (port. Movimento de Libertação de São Tomé e Príncipe) använde från 1972. Till skillnad från São Tomé och Príncipes flagga är alla tre banden i MLSTP:s flagga lika breda.

MLSTP:s närmast identiska flagga
Guvernörens flagga under kolonialtiden